# 803
Évszázadok: 8. század – 9. század – 10. század
Évtizedek: 750-es évek – 760-as évek – 770-es évek – 780-as évek – 790-es évek – 800-as évek – 810-es évek – 820-as évek – 830-as évek – 840-es évek – 850-es évek
Évek: 798 – 799 – 800 – 801 –  802 – 803 – 804 – 805 – 806 – 807 – 808

## Események

### Bizánci Birodalom
- I. Niképhorosz bizánci és Nagy Károly frank császár megkötik "Niképhorosz békéjét" (pax Nicephori) és meghúzzák a két birodalom balkáni határvonalát: Bizánc megtartja Dalmácia partvidékét és szigeteit, míg a frankoké Isztria és Belső-Dalmácia.
- Meghal az előző évben Leszbosz szigetére száműzött Eiréné császárnő.
- Hárún ar-Rásíd kalifa fia, al-Kászim betör a birodalomba. Az ellene összegyűlő seregek a főparancsnokot, Török Bardanészt császárrá kiáltják ki. Baradanész a Boszporuszhoz vonul és várja, hogy Konstantinápolyban kitörjön az őt támogató felkelés. Mikor erre nem kerül sor és két közeli barátja, Örmény León és Amorioni Mikhaél átáll Niképhoroszhoz (cserébe magas címeket kapnak az udvarban), Bardanész sértetlenségéért cserébe feloszlatja seregeit és visszavonul Konstantinápoly Próté szigetére, az általa alapított kolostorba. Itt később katonák támadnak rá és megvakítják.

### Európa
- Meghal Kardam bolgár kán. Utódjául a harcias Krumot választják meg.
- Az avarok ismét fellázadnak a frank uralom ellen és megölik az ellenük vonuló Cadaloc és Goteram grófokat.
- Coenwulf merciai király kérésére III. Leó pápa a lichfieldi érsekséget visszaminősíti püspökséggé.
- A salzburgi Szt. Péter apátságban megkezdi működését a St. Peter Stiftskulinarium, a világ legrégebb óta működő étterme és Közép-Európa legrégebbi fogadója.

### Abbászida Kalifátus
- Hárún ar-Rásíd kalifa tiszteletlenség és túlzott önállóság miatt kegyvesztetté nyilvánítja a birodalom legfőbb irányítói közé tartozó Barmakida családot. Jahja ibn Hálíd nagyvezírt börtönbe vetteti, fiát, Dzsafar ibn Jahját pedig kivégezteti.
- Hárún ar-Rásíd feleségül veszi másod-unokatestvérét, Umm Muhammad bint Szálihot.

### Észak-Afrika
- Marokkóban imámmá választják I. Idrísz 12 éves fiát, II. Idríszt.

## Születések
- Hemma, Német Lajos felesége
- Ibn Abd al-Hakam, arab történetíró
- Tu Mu, kínai költő

## Halálozások
- augusztus 9. – Eiréné, bizánci császárnő
- Dzsafar ibn Jahja, perzsa vezír
- Kardam, bolgár kán

## Fordítás
- Ez a szócikk részben vagy egészben  a(z)   803 című angol Wikipédia-szócikk ezen változatának fordításán alapul.  Az eredeti cikk szerkesztőit annak laptörténete sorolja fel. Ez a jelzés csupán a megfogalmazás eredetét és a szerzői jogokat jelzi, nem szolgál a cikkben szereplő információk forrásmegjelöléseként.